# Apollo XXI
Albums de Steve Lacy
Steve Lacy's Demo
(2017)
Singles
1. N Side
Sortie : 9 avril 2019
2. Playground
Sortie : 21 mai 2019
3. Hate CD
Sortie : 23 mai 2019

Apollo XXI est le premier album studio du musicien américain Steve Lacy, sorti le 24 mai 2019, sur le label 3qtr.

## Historique
Après la parution de son EP Steve Lacy's Demo en 2017, Lacy commence à travailler sur son album. Avec Apollo XXI, il continue d'explorer un son lo-fi, caractérisé par des « boîtes à rythmes, de synthés californiens et de guitares au son désormais si caractéristique, blindé de reverb et de quelques touches de chorus » selon Les Inrockuptibles. 
Le 8 avril 2019, Lacy sort le single N Side. Il annonce quelques semaines plus tard la sortie de son premier album studio.

## Réception
Apollo XXI est globalement bien reçu par la critique. Sur Metacritic, l'album obtient le score de 81/100, basé sur neuf critiques.
Natty Kasambala du New Musical Express rédige une critique favorable, résumant : « Sur son sympathique premier album, le membre d'Internet et collaborateur prolifique est un équilibre entre des remous musicaux nostalgiques, un lyrisme et une attitude authentiques ».
Olivier Lamm du journal français Libération délivre une critique rapide et positive de l'album : « Bourré d’audaces splendides, de voyages dans le temps et d’histoires intimes à la portée de tous (sur sa maman, son quartier, sa bisexualité), Apollo XXI est surtout un miracle de limpidité, qui tisse son spleen et sa joie - aérienne - entre Prince, Shuggie Otis et Mac DeMarco ».

## Liste des titres
| No  | Titre                     | Auteur                        | Durée |
| --- | ------------------------- | ----------------------------- | ----- |
| 1.  | Only If                   | Steve Lacy                    | 1:40  |
| 2.  | Like Me (featuring DAISY) | Lacy, Daisy Carly Hamel Buffa | 9:04  |
| 3.  | Playground                | Lacy, Jesse Boykins           | 3:33  |
| 4.  | Basement Jack             | Lacy                          | 1:49  |
| 5.  | Guide                     | Lacy                          | 2:21  |
| 6.  | Lay Me Down               | Lacy                          | 3:03  |
| 7.  | Hate CD                   | Lacy                          | 2:40  |
| 8.  | In Lust We Trust          | Lacy                          | 2:00  |
| 9.  | Love 2 Fast               | Lacy                          | 3:42  |
| 10. | Amandla's Interlude       | Lacy, Amandla Stenberg        | 3:10  |
| 11. | N Side                    | Lacy                          | 3:44  |
| 12. | Outro Freestyle/4ever     | Lacy                          | 6:14  |

## Classements hebdomadaires
| Classement (2019)                     | Meilleure position |
| ------------------------------------- | ------------------ |
| États-Unis (Billboard 200)            | 160                |
| États-Unis (Heatseekers Albums)       | 21                 |
| États-Unis (Top R&B/Hip-Hop Albums)   | 15                 |
| France (SNEP Téléchargement)          | 115                |
| Royaume-Uni (R&B Albums Chart Top 40) | 29                 |